# Max Stagemann
Max Stagemann (Freienwalde, 10 de maig de 1843 - Leipzig, 29 de gener de 1905) fou un actor, cantant i director de teatre de cambra alemany.
Estudià en l'Escola Kreuz a Dresden i després, en el Conservatori de la mateixa ciutat, animat pel seu oncle Gustav Emile Devrient que també era actor per a dedicar-se al teatre. El 1862 debutà a Bremen com a actor; després es perfeccionà en el cant dramàtic i des de 1863 va romandre com a tal en el teatre de la cort de Hannover; des de 1865 figurà durant tretze anys com a primer baríton.
Els papers predilectes de Stagemann eren els de les òperes de Marschner (Johann Heilin i Der Vampyr), el Vaixell fantasma, Guillem Tell, Johann Sachs, Don Giovanni, etc.
De 1876 a 1879 fou director del teatre de Königsberg; entretant nomenat cantor de cambra de la cort de Prússia, visqué a Berlín, sent cantor de concerts i mestre de cant. El 1882 prengué la direcció del Teatre Municipal de Leipzig.